# 48. pehotna divizija (ZDA)
48. pehotna divizija (izvirno angleško 48th Infantry Division) je bila sprva fantomska pehotna divizija Kopenske vojske ZDA.

## Zgodovina
Divizija je bila ustanovljena v okviru operacije Fortitude. Leta 1949 so jo ponovno ustanovili ter leta 1955 ponovno deaktivirali, da so ustanovili 58. oklepno divizijo.